# Lai Ching Laam
Lai Ching Laam (chinesisch 賴清瀾; * 7. September 2007) ist eine Tennisspielerin aus Hongkong.

## Karriere
Lai spielt überwiegend Turniere auf der ITF Women’s World Tennis Tour, wo sie bislang aber noch keinen Titel gewinnen konnte.
2023 erhielt sie eine Wildcard für die Qualifikation zum Hauptfeld im Dameneinzel sowie mit ihrer Partnerin Sher Chun Wing für das Hauptfeld im Damendoppel der Prudential Hong Kong Tennis Open, einem Turnier der WTA Tour. Im Einzel scheiterte sie in der ersten Runde der Qualifikation an Dalila Jakupović mit 0:6 und 3:6. Im Doppel verlor sie mit ihrer Partnerin das Erstrundenmatch gegen die an Position zwei gesetzte Paarung Lidsija Marosawa und Katarzyna Piter mit 4:6 und 1:6.